# Federal Heights
Federal Heights é uma cidade localizada no estado americano de Colorado, no Condado de Adams.

## Demografia
Segundo o censo americano de 2000, a sua população era de 12.065 habitantes.
Em 2006, foi estimada uma população de 11.744, um decréscimo de 321 (-2.7%).

## Geografia
De acordo com o United States Census Bureau tem uma área de
4,6 km², dos quais 4,6 km² cobertos por terra e 0,0 km² cobertos por água.

## Localidades na vizinhança
O diagrama seguinte representa as localidades num raio de 8 km ao redor de Federal Heights.